# Judy Webb
Judith "Judy" Ann Webb é uma ecologista e conservacionista.

## Biografia
Webb estudou Botânica e Zoologia na universidade e posteriormente leccionou na Milham Ford School, em Oxford.
Ela é uma ecologista de campo prática e está envolvida com a conservação através de consultoria e liderança de organizações locais de Oxfordshire desde a década de 1990. Isso incluiu fazer registos extensivos da flora e fauna de Oxfordshire, falar em público e organizar reintroduções oficiais de plantas, como pântano rastejante (Apium repens) em Cutteslowe Pond.
É a editora assistente do Bulletin of the Dipterists Forum e a presidente dos Friends of Lye Valley, que fundou em 2013.

### Prémios
No dia 19 de junho de 2017 Webb recebeu um Certificado de Honra do Conselho da Cidade de Oxford, em reconhecimento ao seu trabalho voluntário e de defesa do meio ambiente em Oxfordshire. Ela foi incluída como uma das 30 mulheres na 'Lista de Poder: Nosso Planeta' do Woman's Hour da BBC em 2020. Webb também recebeu a Medalha do Império Britânico em janeiro de 2021 por serviços prestados à Conservação da Vida Selvagem e Habitats em Oxfordshire.